# Ricky Wilson
Charles Richard (Ricky) Wilson (Leeds, 17 januari 1978) is de leadzanger van de indierockband Kaiser Chiefs.
Voor de oprichting van de Kaiser Chiefs was Wilson lid van de band Runston Parva (later bekend als Parva), waarvan leden van de Kaiser Chiefs deel uitmaakten. De hoes van de originele Oh My God-ep van de Kaiser Chiefs is door Wilson ontworpen en getekend.
Vanaf 2015 presenteerde hij een ochtendprogramma op Radio X en in hetzelfde jaar het tv-spelprogramma Bring the Noise op Sky One. In 2021 kreeg hij een eigen programma op het kinder-tv-kanaal CBBC (Ricky Wilson's Art Jam) en op BBC Radio 2 (Ricky Wilson's Rock And Roll Classics). In 2023 begon hij als presentator van het programma Drivetime van Virgin Radio UK.
Wilson was van 2014 tot 2016 jurylid van The Voice UK naast Will.i.am, Tom Jones, Kylie Minogue, Rita Ora, Boy George en Paloma Faith.
In 2023 nam hij deel aan het vierde seizoen van de Britse versie van The Masked Singer als "Phoenix". Hij werd uiteindelijk tweede.

## Trivia
- In 2006 won Wilson de NME Award voor bestgeklede persoon.